# Latarnia Arystotelesa
Latarnia Arystotelesa – narząd gębowy, aparat żujący występujący wyłącznie u jeżowców regularnych, położony w otworze gębowym, zbudowany z kilkudziesięciu elementów, w tym wapiennych szczęk, płytek i pięciu ząbków, poruszanych za pomocą mięśni. Narząd służy do łapania, rozcinania, zdrapywania glonów lub osiadłych zwierząt ze skał, a układ płytek – do rozdrabniania pokarmu.
Nazwę nadano na cześć Arystotelesa, który jako pierwszy opisał ten narząd.